# Chondriolejeunea pseudostipulata
Chondriolejeunea pseudostipulata är en bladmossart som först beskrevs av Victor Félix Schiffner, och fick sitt nu gällande namn av G.Kis et Pócs. Chondriolejeunea pseudostipulata ingår i släktet Chondriolejeunea och familjen Lejeuneaceae. Inga underarter finns listade i Catalogue of Life.